# ماثيو لويس
ماثيو لويس (بالإنجليزية: Matthew Lewis)‏ (6 يونيو 1990 بسيدني في أستراليا - ) هو لاعب كرة قدم أسترالي في مركز الوسط. لعب مع سنترال كوست مارينرز ونادي بلاكتاون سيتي.

## وصلات خارجية
- ماثيو لويس على موقع قاعدة بيانات كرة القدم.إي يو (الإنجليزية)
- ماثيو لويس على موقع عالم كرة القدم.نت (الإنجليزية)